# 伊藤利昭
伊藤 利昭（いとう としあき、1969年4月5日 - ）は、宮城県出身の俳優・モデル。身長は175cm、体重は60kgである。特技はジャズダンス、趣味はボクシング・水泳・バレエ・バレーボール。

## 出演歴

### テレビ

#### テレビ朝日
- スーパー戦隊シリーズ 特捜戦隊デカレンジャー第44話
- 仮面ライダー剣第45話